# Gomesende
Gomesende è un comune spagnolo di 1 115 abitanti situato nella comunità autonoma della Galizia.